# Hari (pagus)
 (décembre 2016).
Si vous disposez d'ouvrages ou d'articles de référence ou si vous connaissez des sites web de qualité traitant du thème abordé ici, merci de compléter l'article en donnant les références utiles à sa vérifiabilité et en les liant à la section « Notes et références ».
 (février 2017).
Les guerriers hari ou haries formaient un peuple nomade proto-germanique qui a existé jusqu'au Ier siècle. Ils étaient reconnaissables à leurs boucliers peints en noir, et ils attaquaient la nuit comme une armée furtive en terrorisant leurs ennemis. Ils étaient appelés les guerriers fantômes du dieu Odin par les Germains du Nord (Warnes, Jutes et Angles), et selon la mythologie nordique. Par tradition de la chasse sauvage des nomades, un cortège de morts en hiver était fait en offrandes pendant la nuit pour le dieu Odin.

## Géographie
La tribu des guerriers nomades[réf. nécessaire] Hari vivait dans le Nord de l'Europe entre les Jutes, les Angles les Varnes et les Lombards dans la région de Schleswig-Holstein[Information douteuse]. Ces guerriers restaient très fidèles à la mythologie nordique, d'où leur origine de la Scandinavie méridionale. À cette époque, il n'y avait presque pas d'habitants. Au Moyen Âge, la plupart des Germains du Nord vivaient à la campagne et les villes étaient souvent peu peuplées.

Répartition des peuples germaniques au Ier siècle ap. J.-C. La tribu Hari vivait entre les Jutes et les Lombards.

## Étymologie
Hari qui veut dire « armée » en germanique (cf. par exemple allemand Heer « armée ») et le mot français héberger, signifiant originellement « protection de l'armée », d'où la particularité des boucliers peints en noir de l'armée des guerriers haris pour se protéger et parer les coups. Le nom Hari a été étymologiquement relié à l'élément -herjar de Einherjar en islandais et en vieux norrois, ce qui se traduit par "affliger". Les noms des rois Lombards comme Walthari, Authari, Rothari ou quelques prénoms des guerriers berserkers, Warinhari et Bernhari, etc., rendent hommage au peuple disparu des Haris et de leurs origines au groupe des Germains de l'Elbe mais originaire de Scandinavie méridionale selon leur propre tradition orale rapportée par leur historien Paul Diacre à la fin du VIIIe siècle.
Dans la mythologie nordique et germanique, Odin se fait passer pour Harri Hliðskjálfar, le seigneur de Hlidskjálf, le nom de Harri est assez proche du nom de la tribu de Hari. 

## Technique de combat
En ce qui concerne les techniques de combat de la tribu Hari, ces guerriers étaient semblables aux Berserks et indépendants. Ils étaient l'une des tribus les plus fortes physiquement à cause de leur sauvagerie et de leur barbarie, avec en plus une habileté complexe. Ils étaient armés d'arcs et de flèches, de haches et de scramasaxes pour les guerriers modestes, et d'épées et de boucliers noirs pour les riches. Ils avaient le corps peint en noir pour se camoufler dans la nuit. Selon le calendrier, ils choisissaient les nuits sans lune pour combattre dans l'obscurité et provoquer la panique par leur expérience des attaques surprise dans le noir absolu. Car aucun ennemi ne pouvait prévoir un carnage aussi inattendu et infernal dans chaque bataille. Les guerriers haris abattaient moralement, mortifiaient et faisaient souffrir les ennemis, ensuite ils ruinaient les habitations ennemies par les calamités et pillages.

## Mythe
Selon la mythologie nordique, ceux qui étaient morts à la guerre allaient au Valhalla pour être aux côtés du dieu Odin et combattre lors du Ragnarök. La tribu hari célébrait un mythe ancien du culte d'Odin, les jeunes guerriers pouvaient entrer en transe pour leur dieu.

## Causes et conséquences de la civilisation disparue du peuple Hari
- Après avoir été divisé en plusieurs parties probablement par l'influence de la sédentarisation afin de réduire les problèmes de famine, de maladies et de soins, le peuple nomade Hari a vécu chez les Jutes, les Angles, et surtout les Warnes et les Lombards, car la religion était identique.
- Un bouleversement climatique a entraîné la diminution des surfaces de terres arables en Europe septentrionale. De fait, les données anthropologiques recueillies sur des restes humains exhumés des tourbières danoises ont confirmé l'existence de famines récurrentes avant leur migration depuis le Jutland.
- Un accroissement démographique important à être mis en corrélation avec l'hypothèse d'un refroidissement climatique poussant des populations à migrer vers le sud.
- Un facteur religieux, cette hypothèse a pu être mise en relation avec les précédentes.
- Après la disparition du peuple hari, les langues scandinaves ont commencé à se différencier des autres langues germaniques vers l'an 200. Après les périodes du proto-norrois et du vieux norrois, elles se scindèrent en deux branches : une branche orientale et une branche occidentale.

## Musique
Un groupe de folk expérimental de Heilung a pu représenter des soldats Hari peints en noir avec les boucliers noirs.